# Anna Christine Luise von Pfalz-Sulzbach

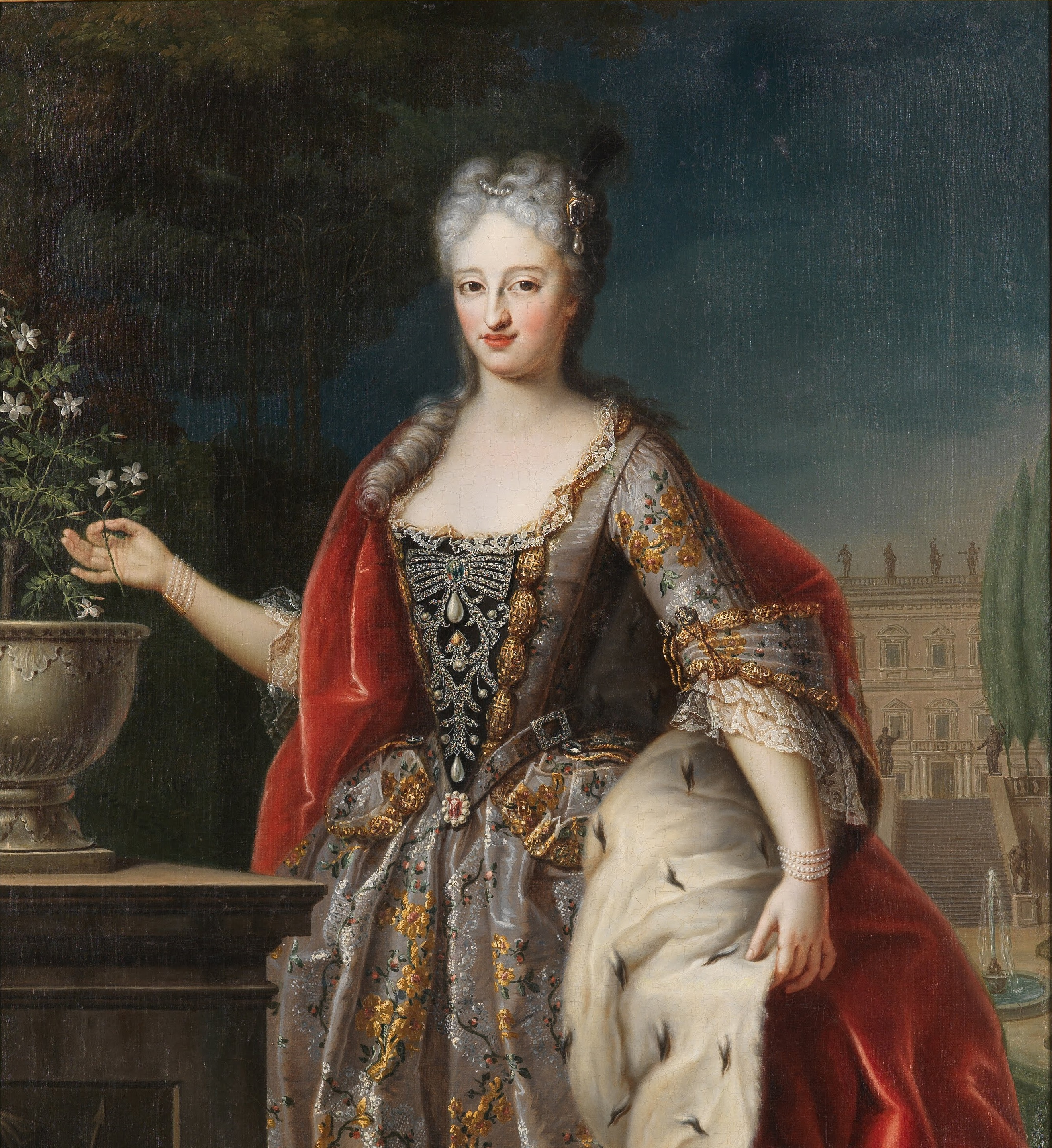
Pfalzgräfin Anna Christine Luise von Sulzbach (1704–1723), Herzogin von Savoyen

Anna Christine Luise von Pfalz-Sulzbach  (* 5. Februar 1704 in Sulzbach, Oberpfalz; † 12. März 1723 in Turin) war eine Pfalzgräfin von Sulzbach durch Heirat Herzogin von Savoyen und Kronprinzessin von Sardinien-Piemont.

## Leben
Anna Christine Luise war die jüngste Tochter des Herzogs und Pfalzgrafen Theodor Eustach von Sulzbach (1659–1732) aus dessen Ehe mit Marie Eleonore (1675–1720), Tochter des Landgrafen Wilhelm I. von Hessen-Rotenburg.
Am 15. März 1722 wurde sie in Vercelli mit Herzog Karl Emanuel III. von Savoyen, dem späteren König von Sardinien-Piemont vermählt.
Das Paar hatte nur einen Sohn, Vittorio Amadeo (* 7. März 1723; † 11. August 1725), Herzog von Aosta, der jedoch im Kindesalter verstarb. Fünf Tage nach der Geburt des Prinzen starb auch Anna Christine erst 19-jährig im Wochenbett. Sie wurde in der Turiner Kathedrale S. Giovanni Battista beigesetzt und 1786 in die Basilika di Superga umgebettet. Nach ihrem Tod vermählte sich Karl Emanuel 1724 mit Polyxena von Hessen-Rotenburg, einer Cousine Anna Christines.